# Urgentni centar (američka TV serija, 6. sezona)
Šesta sezona serije Urgentni centar je emitovana od 30. septembra 1999. do 18. maja 2000. godine na kanalu NBC i broji 22 epizode.

## Opis
Pol Mekrejn, koji se pojavljivao epizodno u perthodne dve sezone, je unapređen u glavnu postavu. Goran Višnjić i Majkl Mišel su se pridružili glavnoj postavi na početku sezone. Glorija Ruben je napustila  glavnu posstavu nakon epizode "Deo divljih stvari". Erik Paladino, koji se epizodno pojavljivao od epizode "Poslednji obredi" do epizode "Deo divljih stvari", je unapređen u gavnu postavu u epizodi "Hampti Dampti". Min-Na, koja se epizodno pojavila u prvoj sezoni, unapređena je u glavnu postavu u epizodi "Porodične stvari". Mora Tirni, koja se epizodno pojavila u epizodi "Orkanski visovi", je unapređena u glavnu postavu u epizodi "Ebin način". Keli Martin je napustila seriju nakon epizode "Sve u porodici". Džulijana Margulis je napustila glavnu postavu nakon epizode "Tako slatka tuga".

## Uloge

### Glavne
- Entoni Edvards kao dr Mark Grin
- Noa Vajl kao Džon Karter
- Džulijana Margulis kao Kerol Hatavej (epizode 1-21)
- Glorija Ruben kao dr Džini Bule (epizode 1-6)
- Lora Ins kao Keri Viver
- Aleks Kingston kao Elizabet Kordej
- Keli Martin kao Lusi Najt (epizode 1-14)
- Pol Mekrejn kao Robert Romano
- Goran Višnjić kao Luka Kovač
- Mora Tirni kao Ebigejl Lokhart (epizode 12-22)
- Majkl Mišel kao Kleo Finč
- Erik Paladino kao Dejvid Maluči (epizode 7-22)
- Ming-Na kao Džing-Mej Čen (epizode 10-22)
- Erik La Sejl kao dr Piter Benton

### Epizodne
- Erik Paladino kao Dejvid Maluči (epizode 2-6)
- Mora Tirni kao Ebigejl Lokhart (epizoda 8)

## Epizode
| Br. u seriji | Br. u sezoni | Naslov                        | Reditelj             | Scenarista         | Premijerno emitovanje |
| --- | ------------ | ----------------------------- | -------------------- | ------------------ | --------------------- |
| 114 | 1            | Prepusti to Viverovoj         | DŽonatan Kaplan      | Lidija Vudvard     | 30. septembar 1999    |
| Grin i Viverova se slažu da se protive imenovanju Romana za šefa osoblja. Ipak, uskoro Grin otkriva da je sam napolju dok Viverova odmah skuplja koristi svoje izdaje. Plus, Luka Kovač slobodni, ali nepoverljivi lekar iz Hrvatske dolazi na svoj prvi dan u urgentni centar. Kartera zanima romantična veza sa bivšom ženom svog brata od strica, a Hatavejeva se navikava na samoću u trudnoći. Prva pojava Luke Kovača i Kleo Finč. |              |                               |                      |                    |                       |
| 115 | 2            | Poslednji obredi              | Feliks Enrike Alkala | Džek Orman         | 7. oktobar 1999       |
| Ko je šef? Viverova je možda šef urgentnog centra, ali Grin ima svoje zamisli o tome kako da reši situaciju, a posle smrt isvoje majke on i Viverova se najgadnije svađaju na poslu. Buleova kaže "Da" Redžiju, a Kordejeva prihvata iznenađujuću ponudu za posao od Romana. Novi lekar stiže i uspeva da smori baš sve. Karla se svađa sa Bentonom o tome što ne sme da ide iz zemlje sa njihovim sinom. Karterova i Elejnina veza se nastavlja. Prva pojava Dejvida Malučija. |              |                               |                      |                    |                       |
| 116 | 3            | Ljubomorni Grin               | Piter Markl          | Patrik Harbinson   | 14. oktobar 1999      |
| Novi lekar Gabrijel Lorens je zdravog razuma, ličan, i po Grinovom ljubomornom mišljenju neprikladan za bolnicu. Džini i Redži se venčavaju, ali ne onako kako su očekivali. Romano tera Kordejevo da provede bezobraznog novinara po urgentnom centru gde ona svedoči pucnjavi. Karter pokušava da podrži Elejn koja ide na mastektomiju. Grin i Kordejeva provode prvu noć zajedno. |              |                               |                      |                    |                       |
| 117 | 4            | Gresi očeva                   | Ken Kvapis           | Dag Palau          | 21. oktobar 1999      |
| Grin se suočava sa posledicom očeve saobraćajne nesreće. Lorens misli da je pokušaj samoubisva maloletnika posledica svađe oca i sina, ali greši. Finčova daje pogrešnu dijagnozu za devojčicino ponašanje, a onda zbog predoziranja lekari pokušavaju da spasu devojčici život, ali bez uspeha. Hatavejeva pokušava da pomogne trudnici da dobije posao u bolnici, a dr. Dejv Maluči se opet debiliše. Karter pravi planove da se nađe sa Elejn. |              |                               |                      |                    |                       |
| 118 | 5            | Istina i posledice            | Stiv De Džarnat      | R. Skot Džemil     | 4. novembar 1999      |
| Srednjoškolski referat-šala kreće po zlu i smešta učenike i nastavnike u urgentni centar - a stres nekoliko hitnih slučajeva dovodi Lorensa do ivice. Grin brani bolesnika od nasilnog roditelja i biva kažnjen zbog toga. Lusi pomaže savetima neikm povređenimm studentima. Hatavejeva otkriva da se trudnica kojoj je htela da pomogne drogira. Elejn govori Karteru da će ići u Evropu na nekoliko meseci i da je ne zove. |              |                               |                      |                    |                       |
| 119 | 6            | Deo divljih stvari            | Ričard Torp          | Džon Vels          | 11. novembar 1999     |
| Buleova daje otkaz da bi bila majka. Starija žena se oprašta od supruga koji umire, a Lorens priznaje da je u ranim fazama Alchajmera i da je njegova prestižna karijera gotova. Hatavejeva reaguje oko slučaja trudnice narkomanke. Eksplozija potresa urgentni centar, a Benton govori Karli zašto se bori da ostane u sinovljevom životu. Poslednja stalna pojava Džini Bule. |              |                               |                      |                    |                       |
| 120 | 7            | Hampti Dampti                 | Džonatan Kaplan      | Nil Bir            | 18. novembar 1999     |
| Lorens odlazi (ali ne pre spašavanja života), a Kovač postaje stalni član zaslužujući poštovanje Viverove. Kordejeva otkriva da je njen povređeni bolesnik silovatelj i koristi izuzetne mere da otkrije njegovu poslednju žrtvu. Hatavejeva i bivša narkomanka trudnica se sukobljavaju. Karter traži veću odgovornost u urgentnom centru. Grinov otac doleće u Čikago, ali se pojavljuje nekoliko sati nakon sletanja aviona. A hor "Sjajna zvezda" je primljen u bolnicu. |              |                               |                      |                    |                       |
| 121 | 8            | Orkanski visovi               | Kristofer Misijano   | Džek Orman         | 25. novembar 1999     |
| Dan zahvalnosti je, a Hatavejeva ima još dva razloga za slavlje nakon što je prevazišla složenosti i rodila bliznakinje Tes i Kejt. Proslava Grinove porodice dolazi sa njegovim složenostima. Maluči zapanjuje osoblje ispravnom zamisli oko lečenja bolesnika. Prva pojava Ebigejl Lokhart. |              |                               |                      |                    |                       |
| 122 | 9            | Kako je Finčova ukrala Božić  | Fred Ajnsmen         | Linda Gejs         | 16. decembar 1999     |
| Lusi rizikuje Romanov bes (i svoju karijeru) da bi sredila operaciju srca bolesniku. Karter daje poklone deci u zamenu za njihovo oružje. Finčova koristi svoj autoritet da bi poslala alkoholičar maloletnika na odvikavanje. Bentonova i Karlina borba za starateljstvom dolazi do prekida i završava se u njegovu korist. Viverova se sprijateljuje sa skupom Deda Mrazova i radi na bolnčikim pripremama za P2G. |              |                               |                      |                    |                       |
| 123 | 10           | Porodične stvari              | Entoni Edvards       | Patrik Harbinson   | 6. januar 2000        |
| Deb Čen se vraća u urgentni centar kao Džing-Mej Čen i odmah pokazuje svoje fotografsko pamćenje na Karterovo negodovanje. Kovačev jak osećaj za porodicom ga dovodi do sudbine braće kojima preti razdvajanje. Grin poziva svog oca da ostane sa njim u Čikagu. Maluči popravlja Viverovoj kola i otkriva da jedan bolesnik boluje od neizlečive bolesti. Ekipa planinara dolazi u urgentni centar u potragu za blagom. Benton se ne slaže sa pristupom Finčove prestresiranom srednjoškolcu atletičaru. |              |                               |                      |                    |                       |
| 124 | 11           | Domino srce                   | Lesli Linka Glater   | Džo Saks           | 13. januar 2000       |
| Prestižni vadalac srca postaje slobodan kada bolesnik koji je nedavno primio to srce umre slomivši Lusi. Maluči skuplja dokaze da zatvori rezervnu kliniku. Karter i Čen se ne slažu oko toga kad da poštuju pravila, a kad da ih krše. Grin otkriva da jednog čoveka zlostavlja dečko. |              |                               |                      |                    |                       |
| 125 | 12           | Ebin put                      | Ričard Torp          | R. Skot Džemil     | 3. februar 2000       |
| Ebi Lokhart, bolničarka polovičnog radnog vremena koja je brinula o Hatavejevoj u epizodi "Orkanski visovi", javlja se u urgentni centar na svoju rotaciju treće godine medicine. Hatavejeva ima predosećaj da su poteškoće sa zdravljem mladom bolesniku prenete sa majke. Karter i Kleo pokušavaju da pomognu bolesnom dečaku i neomiljenom učeniku sa kojim se potukao. Viverova odlazi iz urgentnog centra zbog gripa dok Maluči pokušava da tome napakosti, a Benton uglavljuje Romanovu bolest u pomoć devojčici koju je ujeo pas. |              |                               |                      |                    |                       |
| 126 | 13           | Budi još moje srce            | Lora Ins             | Lidija Vudvard     | 10. februar 2000      |
| Napetost zbog Dana zaljubljenosti je u urgentnom centru sa slučajem operacije Romanovog psa i saobraćajnom nesrećom u kojoj deca ostaju bez roditelja dok bolesnik Pol Sobriki koji se žali na glavobolje stiže na lečenje, a naznake teraju Lusi da posumnja da je bolesnik šizofreničar, ali njena upozorenja Karteru su zanemarena što kasnije ima katastrofalne posledice po celi urgentni centar. Epizoda se završava kada Karter i Lusi leže na podu gadno krvareći nakon što ih je Sobriki napao i izboo oboje dok je imao psihotičnu epizodu. |              |                               |                      |                    |                       |
| 127 | 14           | Sve u porodici                | Džonatan Kaplan      | Džek Orman         | 17. februar 2000      |
| Proslava za Dan zaljubljenih se nastavlja u urgentnom centru kad se Viverova vrati na posao. Viverova kasnije obilazi sobu za preglede i otkriva Kartera i Lusi na podu sobe bolesnika Pola Sobrikija kako gadno krvare nakon što ih je Sobriki napao i izboo oboje dok je imao psihotičnu epizodu. Proslava se onda završava naglo kada zaposleni kreću u akciju i bitku sa vremenom uz male izglede da spasu svoje ranjene saradnike koji su između života i smrti. Dok se Karter i Lusi dovode na operaciju, zaposleni urgentnog centra pokušavaju da shvate šta se desilo. Luka pokušava uz malo uspeha da ubedi Sobrikijevu ženu Samantu da joj je muž teško bolestan. U operacionom bloku je haos jer se Bentno i Anspo bore da spasu Kartera dok se u drugoj sali Kordejeva i Romano bore da spasu Lusi. U međuvremenu, Kleo je primorana da preuzme operaciju kad je postalo očigledno da Benton neće da ostavi Kartera. Kordejeva i Romano očajnički pokušavaju da spasu Lusin život, ali ona podleže povredama i umire ostavljajući sve zaposlene urgentnog centra u žalosti i slomljene. Poslednja pojava Lusi Najt. |              |                               |                      |                    |                       |
| 128 | 15           | Budite pacijent               | Ken Kvapis           | Sendi Kruf         | 24. februar 2000      |
| Karter se bori sa oporavkom i znanjem o Lusinoj sudbini, dete je povređeno u saobraćajnoj nesreći pred Kovačom (vozač se kasnije pojavio u urgentnom centru), maloletnica ima rak rglića meterice nakon što se zarazila HPV-om. Čak i srećan događaj, romantika između Izabel i Dejvida Grina postaje tužna kada Grin otkrije da mu je otac neizlečivo bolestan. |              |                               |                      |                    |                       |
| 129 | 16           | Pod kontrolom                 | Kristofer Misijano   | Nil Bir i Džo Saks | 23. mart 2000         |
| "Možemo mi ovo". U ovom ispada da su gila čudovište, otrovno mleko, smrtonosna greška i još mnogo toga kad previdi jednu grozničavu smenu. Karter se uprkos bolu vraća na posao. Kleo privlači vrlo zgodan bolničar. |              |                               |                      |                    |                       |
| 130 | 17           | Životne mogućnosti            | Marita Grabijak      | Patrik Harbinson   | 6. april 2000         |
| Kovač i Kordejeva moraju da izaberu primaoca dok je davalac bubrega još dostupan. Viverova prkosi Romanu kod lečenja slabo-osiguranog bolesnika pa je suspendovana. Bentonov loš rukopis ishodi da bolesnik uzme pogrešne lekove pa krivi Finčovu kad bolesnik završi u urgentnom centru, a kasnije i uperacionoj sali nakon srčanog udara. Čen hoće da kaže ćerki bolesnika da joj otac ima Hantingtonovu bolest, ali Grin joj zabranjuje. Grin ima sbojih sukoba i sa ocem i sa Kordejevom jer Dejvid hoće da dođe na bolničku negu. |              |                               |                      |                    |                       |
| 131 | 18           | Poklapanje napravljeno u raju | Džonatan Kaplan      | R. Skot Džemil     | 13. april 2000        |
| Poruka da je Lusi primljena kao lekar povećava Karterovo žaljenje. Grin brine o ocu. Hatavejeva ima vesti za Rosa. Prezaokupljena majka pokušava da pobaci pre nego što dobije pomoć oko pobačaja od Ebi. |              |                               |                      |                    |                       |
| 132 | 19           | Najbrža godina                | Ričard Torp          | Lidija Vudvard     | 27. april 2000        |
| Uspomene. Nakon što mu se ota priseća vojničkih dana, Grin ga vodi na poslednju vožnju brodom na jezero Mičigen. U međuvremenu, Kartera proganjaju grozne misli o napadu zbog koga je umalo poginuo. Kovač pomaže Hatavejevoj da kupi polovna kola pre nego što joj je opisao šta se desilo njegovoj porodici u Vukovaru. Ebi preterava dok pokušava da sredi presađivanje koštane srži. |              |                               |                      |                    |                       |
| 133 | 20           | Izgubiti krajeve              | Kevin Huks           | Nil Bir            | 4. maj 2000           |
| Maluči leči devojčicu koju zlostavlja otac. Rođendan Hatavejeve je sve, samo ne srećan. Benton i Kovač se sukobljavaju oko nege. Karter deluje odmorno, ali takođe zanemaruje naređenja nadzornika. Grin i njegov otac uspevaju da izraze ljubav neposredno pre nego što Dejvid premine. |              |                               |                      |                    |                       |
| 134 | 21           | Tako slatka tuga              | Džon Vels            | Džon Vels          | 11. maj 2000          |
| Da li je raširene ruke i dalje čekaju u Sijetlu? Dirnuta porodičnom tragedijom u urgentnom centru, Hatavejeva shvata da mora da vidi Rosa. Čen primaćuje Kartrovu povećanu nepouzdanost i promenu raspoloženja. Ebi nadzire Maluči na slučaju zbog kog mu Kordejeva govori da niko u bolnici ne misli da je on dobar u svom poslu. Poslednja stalna pojava Kerol Hatavej. Pojava Daga Rosa. |              |                               |                      |                    |                       |
| 135 | 22           | Moj dan                       | Džonatan Kaplan      | Džek Orman         | 18. maj 2000          |
| Kovač i Benton žure na mesto zločina školske pucnjave što dovodi do sukoba oko toga ko je kritičniji bolesnik. Ekipa planira intervenciju kad ih Karteova zavisnost tera da urede nešto. Kovačev osećaj za dorbo i loše utiče na njegovu negu bolesnika. |              |                               |                      |                    |                       |